# Arar (Ả Rập Xê Út)
Arar (tiếng Ả Rập: عرعر ʿArʿar  [ˈʕarʕar]) là thủ phủ của vùng Biên giới Phương Bắc tại Ả Rập Xê Út. Thành phố có 145.237 cư dân theo điều tra vào năm 2004. Arar nằm tại miền bắc Ả Rập Xê Út, gần biên giới với Iraq. Thành phố nổi tiếng nhờ có các bãi cỏ phì nhiêu, dùng để chăn thả cừu và lạc đà. Arar có vai trò là một điểm dừng tiếp tế quan trọng cho hành khách trên xa lộ 85 của Ả Rập Xê Út.
Thành phố Arar được thành lập vào năm 1951, sau khi hoàn thành xây dựng tuyến đường ống dẫn dầu của Aramco (Tapline) đến Liban. Ban đầu Arar là một trạm bơm dầu, có một trung tâm y tế và nhà ở cho công nhân. Các công nhân tại Arar chủ yếu đến từ các khu vực Al-Ahsa, Ha'il, Yanbu và Al Wajh. Tên gọi của Arar bắt nguồn từ một mỏ dầu tồn tại từ trước khi thành lập thành phố, có nghĩa là 'cây cối' trong tiếng Ả Rập.
Đến năm 1968, các tàn tích của một thành phố cổ được khai quật cách thành phố Arar 30 km. Di chỉ có vô số hiện vật chạm khắc về cá, rùa và các động vật thủy sinh khác.
Một hội nghị thượng đỉnh giữa Quốc vương Saud và Quốc vương Hussein của Jordan diễn ra tại 'Ar'ar trong giai đoạn hai người trị vì.
Chuyến bay 163 của Iraqi Airways bị rơi gần sân bay 'Ar'ar vào ngày 25 tháng 12 năm 1986, khiến 63 người thiệt mạng.
Nhà nước Hồi giáo có thể từng có kế hoạch tấn công thành phố trong cuộc nổi loạn của họ vào năm 2014. Ngày 5 tháng 1 năm 2015, hai binh sĩ biên phòng Ả Rập Xê Út bị thiệt mạng trong một vụ tấn công tự sát của Nhà nước Hồi giáo tại cửa khẩu Ar Ar.
Arar nằm tại phía bắc Ả Rập Xê Út, tại trung tâm của một đồng bằng đá vôi rộng lớn. Thành phố nằm cách khoảng 1.100 km về phía tây bắc của Riyadh, và khoảng 60 km từ biên giới với Iraq. Theo phân loại khí hậu Köppen, Arar có khí hậu hoang mạc nóng (BWh). Gió thường thổi từ phía đông hoặc tây, hiếm khi đến từ phía nam. Một điểm đáng chú ý là lượng mưa trong vùng suy giảm dần trong những năm qua. Tuyết cũng có khi xuất hiện, trung bình là một lần trong 2-3 năm.
| Dữ liệu khí hậu của Arar, Ả Rập Xê Út   | Dữ liệu khí hậu của Arar, Ả Rập Xê Út | Dữ liệu khí hậu của Arar, Ả Rập Xê Út | Dữ liệu khí hậu của Arar, Ả Rập Xê Út | Dữ liệu khí hậu của Arar, Ả Rập Xê Út | Dữ liệu khí hậu của Arar, Ả Rập Xê Út | Dữ liệu khí hậu của Arar, Ả Rập Xê Út | Dữ liệu khí hậu của Arar, Ả Rập Xê Út | Dữ liệu khí hậu của Arar, Ả Rập Xê Út | Dữ liệu khí hậu của Arar, Ả Rập Xê Út | Dữ liệu khí hậu của Arar, Ả Rập Xê Út | Dữ liệu khí hậu của Arar, Ả Rập Xê Út | Dữ liệu khí hậu của Arar, Ả Rập Xê Út | Dữ liệu khí hậu của Arar, Ả Rập Xê Út |
| Tháng                                   | 1                                     | 2                                     | 3                                     | 4                                     | 5                                     | 6                                     | 7                                     | 8                                     | 9                                     | 10                                    | 11                                    | 12                                    | Năm                                   |
| --------------------------------------- | ------------------------------------- | ------------------------------------- | ------------------------------------- | ------------------------------------- | ------------------------------------- | ------------------------------------- | ------------------------------------- | ------------------------------------- | ------------------------------------- | ------------------------------------- | ------------------------------------- | ------------------------------------- | ------------------------------------- |
| Trung bình ngày tối đa °C (°F)          | 14.7 (58.5)                           | 17.8 (64.0)                           | 21.8 (71.2)                           | 28.2 (82.8)                           | 37 (99)                               | 38.1 (100.6)                          | 40.5 (104.9)                          | 40.2 (104.4)                          | 37.7 (99.9)                           | 31.3 (88.3)                           | 22.5 (72.5)                           | 15.8 (60.4)                           | 28.8 (83.9)                           |
| Trung bình ngày °C (°F)                 | 8.8 (47.8)                            | 11.4 (52.5)                           | 14.6 (58.3)                           | 21.1 (70.0)                           | 26.8 (80.2)                           | 30. (86)                              | 33 (91)                               | 32.6 (90.7)                           | 29.7 (85.5)                           | 23.8 (74.8)                           | 16.1 (61.0)                           | 9.5 (49.1)                            | 21.5 (70.6)                           |
| Tối thiểu trung bình ngày °C (°F)       | 3 (37)                                | 5.1 (41.2)                            | 7.4 (45.3)                            | 14 (57)                               | 19.6 (67.3)                           | 22.7 (72.9)                           | 25.6 (78.1)                           | 25.1 (77.2)                           | 21.7 (71.1)                           | 16.4 (61.5)                           | 9.7 (49.5)                            | 3.3 (37.9)                            | 14.5 (58.0)                           |
| Lượng Giáng thủy trung bình mm (inches) | 21 (0.8)                              | 9 (0.4)                               | 16 (0.6)                              | 16 (0.6)                              | 2 (0.1)                               | 2 (0.1)                               | 0 (0)                                 | 0 (0)                                 | 0 (0)                                 | 7 (0.3)                               | 8 (0.3)                               | 15 (0.6)                              | 96 (3.8)                              |
| Nguồn: Climate-Data.org (độ cao: 537m)  |                                       |                                       |                                       |                                       |                                       |                                       |                                       |                                       |                                       |                                       |                                       |                                       |                                       |